# Canton Charge 2019-2020
La stagione 2019-20 dei Canton Charge fu la 19ª nella NBA D-League per la franchigia.
I Canton Charge al momento dell'interruzione della stagione a causa della pandemia da COVID-19, erano secondi nella Central Division con un record di 29-14.

## Roster
| N° | Naz.                   | Ruolo | Sportivo                   | Anno | Alt. | Peso |
| -- | ---------------------- | ----- | -------------------------- | ---- | ---- | ---- |
| 4  | Stati Uniti (bandiera) | G     | Alex Robinson              | 1995 | 185  | 82   |
| 5  | Stati Uniti (bandiera) | C     | Marques Bolden             | 1998 | 211  | 113  |
| 6  | Stati Uniti (bandiera) | G     | Levi Randolph              | 1992 | 196  | 94   |
| 10 | Stati Uniti (bandiera) | G     | Sheldon Mac                | 1992 | 198  | 91   |
| 12 | Stati Uniti (bandiera) | G     | Muhammad-Ali Abdur-Rahkman | 1994 | 193  | 86   |
| 13 | Stati Uniti (bandiera) | G     | Matt Mooney                | 1997 | 188  | 90   |
| 14 | Stati Uniti (bandiera) | G     | Malik Newman               | 1997 | 191  | 86   |
| 15 | Stati Uniti (bandiera) | A     | Sir'Dominic Pointer        | 1992 | 198  | 87   |
| 20 | Stati Uniti (bandiera) | G     | Alex Stein                 | 1997 | 191  | 86   |
| 21 | Stati Uniti (bandiera) | A     | Tyler Cook                 | 1997 | 206  | 116  |
| 25 | Stati Uniti (bandiera) | A     | Alan Herndon               | 1994 | 206  | 95   |
| 32 | Stati Uniti (bandiera) | A     | Dean Wade                  | 1996 | 208  | 103  |
| 55 | Stati Uniti (bandiera) | G     | J.P. Macura                | 1995 | 196  | 93   |
|    | Stati Uniti (bandiera) | A     | Vince Edwards              | 1996 | 201  | 102  |
|    | Stati Uniti (bandiera) | GA    | Dylan Windler              | 1996 | 203  | 91   |

## Staff tecnico
- Allenatore: Nate Reinking
- Vice-allenatori: Kendall Chones, Tyler Neal, Austin Peterson, Bryan Tibaldi
- Preparatore atletico: Josh Wiemels
- Preparatore fisico: Brandon Joyner